# Verkiezingen voor het Europees Parlement 1999/Kandidatenlijst/GroenLinks
De kandidatenlijst voor de Europese Parlementsverkiezingen 1999 van GroenLinks werd op een partijcongres op 5 februari 1999 door de aanwezige partijleden vastgesteld. Achter verkozen kandidaten staat een *.

## Lijst
1. Joost Lagendijk *
2. Kathalijne Buitenweg *
3. Alexander de Roo *
4. Theo Bouwman *
5. Titia van Leeuwen
6. Jan Juffermans
7. Hein Verkerk
8. Aletta van der Stap
9. Nesrin Cingöz
10. Richard Wouters
11. Ans Zwerver
12. Jan Muijtjens
13. Ben Crum
14. Wies Dulfer
15. Antoinette Fonville
16. Karien Kienhuis
17. André Bos
18. Bart Kuiper
19. Karin Spaink
20. Bas de Gaay Fortman
21. Lydia Rood
22. Radi Suudi
23. Jan Oosterwijk
24. Nel van Dijk